# حيمرون شعري الأزهار
حيمرون شعري الأزهار (الاسم العلمي:Erythrochiton trichanthus) هو نوع من النباتات يتبع جنس الحيمرون من الفصيلة السذابية.